# 兰开斯特海峡

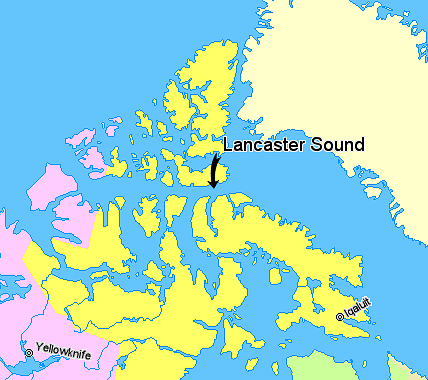
兰开斯特海峡
努纳武特地区
西北地区
魁北克省
格陵兰

兰开斯特海峡（英語：Lancaster Sound）位于加拿大北部努纳武特地区，巴芬岛与德文岛之间，西通梅尔维尔子爵海峡，东连巴芬湾。全长320公里，宽64公里。为大西洋与太平洋之间的西北航道的组成部分。海峡由英国航海家威廉·巴芬于1616年发现，并以其探险队的赞助人詹姆斯·兰开斯特的名字命名。